# Петин, Карл Гидович
Карл Гидович Петин (нем. Karl Petin; 1887 — 14 апреля 1940) — австрийский коммунист-интернационалист, член Поволжского комиссариата по немецким делам (1918).

## Биография
Родился в 1887 году в семье австрийцев литовского (по другим данным — латышского) происхождения. В Первую мировую войну оказался в русском плену. В 1918 вступил в РКП(б), был членом немецкой секции РКП(б). Активно участвовал в революционной пропаганде среди военнопленных Московского военного округа.
В 1918 вместе с Эрнстом Рейтером направлен Народным комиссариатом по делам национальностей РСФСР на Волгу для работы среди немецких колонистов. В телеграмме И. Сталина Комитету немцев-социалистов говорилось:
Мы не сомневаемся, что ваш комитет приложит все усилия к тому, чтобы заодно с командированными к вам испытанными товарищами Рейтером и Петином обеспечить в районе вашей деятельности окончательное торжество социализма.
С 30 апреля по 22 октября 1918 — член Поволжского комиссариата по немецким делам, одновременно работая по линии Чрезвычайной комиссии. В письме от 17 июня 1918 года военкому Л. Троцкому члены Комиссариата по вопросам немцев Поволжья Э. Рейтер и К. Петин просили разрешения на создание «для особых нужд колоний» немецкого подразделения Красной Армии на базе немецкого подразделения интернациональной бригады Саратова (Первый интернациональный стрелковый полк). Бригада была сформирована в середине 1918 года. Представитель Поволжского комиссариата по немецким делам на переговорах с Советским правительством по практическому решению вопроса о создании немецкой автономии на Волге (июль 1918).
С 23 октября 1918 — член исполкома и заведующий отделом исполкома Трудовой коммуны (Области) немцев Поволжья.
Делегат Учредительного конгресса Коминтерна (март 1919) от Коммунистической партии Австрии, представил письменный отчёт о революционной ситуации в Австрии.